# David Kinjah
David Kinjah, né le 8 février 1972,, est un coureur cycliste kényan. Figure emblématique du cyclisme kényan, il est surtout connu pour avoir découvert Christopher Froome.

## Biographie
Fils d'un dirigeant d'une entreprise de textile. David Kinjah commence le cyclisme en 1994. Seulement un an plus tard, il participe aux Jeux africains au Zimbabwe, sa première compétition internationale,. 
En 1998, il rencontre Christopher Froome par l'intermédiaire de sa mère, Jane. Kinjah rapidement son mentor et son partenaire d'entraînement,,. Leurs chemins se séparent lorsque Froome part poursuivre sa scolarité en Afrique du Sud. Toutefois, ils restent en contact et continuent à rouler ensemble au Kenya pendant les vacances scolaires. 
Lors de la saison 2000, Kinjah est découvert par le grand public lorsqu'il participe au championnat du monde du contre-la-montre, à Plouay. Pour se rendre au départ, il bénéficie du soutien de plusieurs bénévoles, dont la Croix-Rouge,. Premier coureur à s'élancer, il se classe 41e et dernier, à plus de huit minutes du vainqueur Serhiy Honchar. En 2001, il se cinquième du championnat d'Afrique du contre-la-montre. 
Fin 2002, il devient le premier coureur noir africain à signer un contrat professionnel en Europe avec la structure Alexia Alluminio. L'équipe disparaît cependant en 2003. David Kinjah poursuit alors sa carrière en amateur. En Afrique du Sud, il termine à deux reprises dixième du Cape Epic (en), en 2004 et 2005. 
En 2006, il se classe quatrième du Tour du Rwanda, remporté par son compatriote Peter Kamau. Peu avant le départ des Jeux du Commonwealth, il mène une fronde avec ses coéquipiers contre la Fédération kényane qui n'a pas souhaité sélectionné Christopher Froome. Après avoir menacé de faire grève, ils obtiennent finalement gain de cause. 